# 레긴

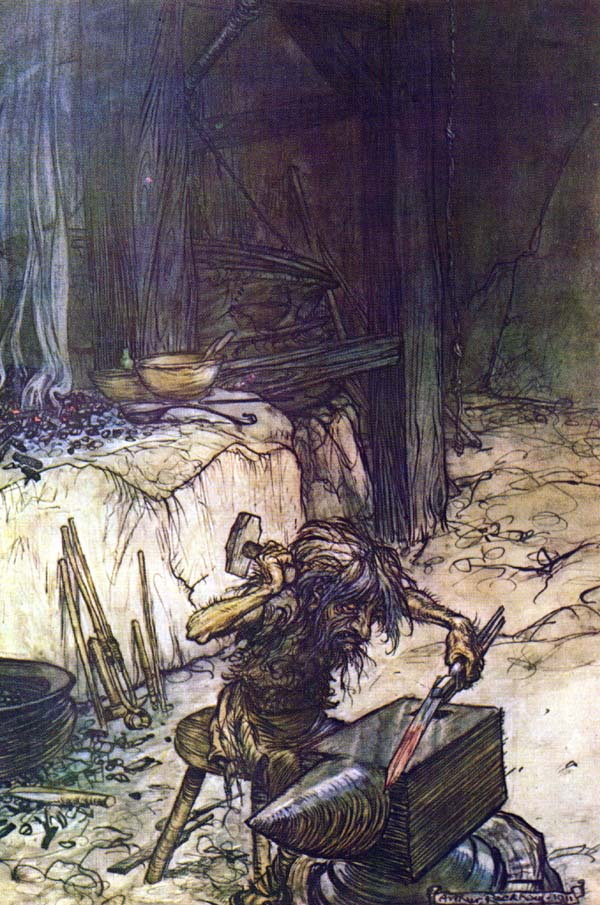
레긴 - 아서 래컴의 그림

레긴(Regin, Reginn) 또는 레간(Regan)은 노르드 신화에서 흐레이드마르의 아들이자 시구르드의 양부이다.

## 참고 문헌
- Byock, Jesse L. (1990), 《Saga of the Volsungs: The Norse Epic of Sigurd the Dragon Slayer》, Berkeley, Los Angeles, London: University of California Press, ISBN 0-520-23285-2.